# Filton
Filton är en stad och civil parish i grevskapet Gloucestershire i England. Staden ligger i distriktet South Gloucestershire och är en förstad till Bristol. Tätortsdelen (built-up area sub division) Filton hade 59 495 invånare vid folkräkningen år 2011.